# Banšćica
Banšćica is een plaats in de gemeente Gornja Stubica in de Kroatische provincie Krapina-Zagorje. De plaats telt 216 inwoners (2001).